# 谷口二千華
谷口 二千華（たにぐち にちか、1996年1月24日 - ）は、日本の元女子バスケットボール選手である。兵庫県出身。ポジションはガードフォワード。ニックネームは「ニチカ」。

## 人物
夙川学院高校から愛知学泉大学に進み、4年時にはユニバーシアード日本代表に選ばれ銀メダル獲得。
2018年1月、アーリーエントリーとして富士通レッドウェーブ加入。
2021年引退。

## 経歴
- 夙川学院高 - 愛知学泉大 - 富士通レッドウェーブ（アーリーエントリー・2018〜2021）

## 代表歴
- 2017ユニバーシアード